# 瓦沃日區

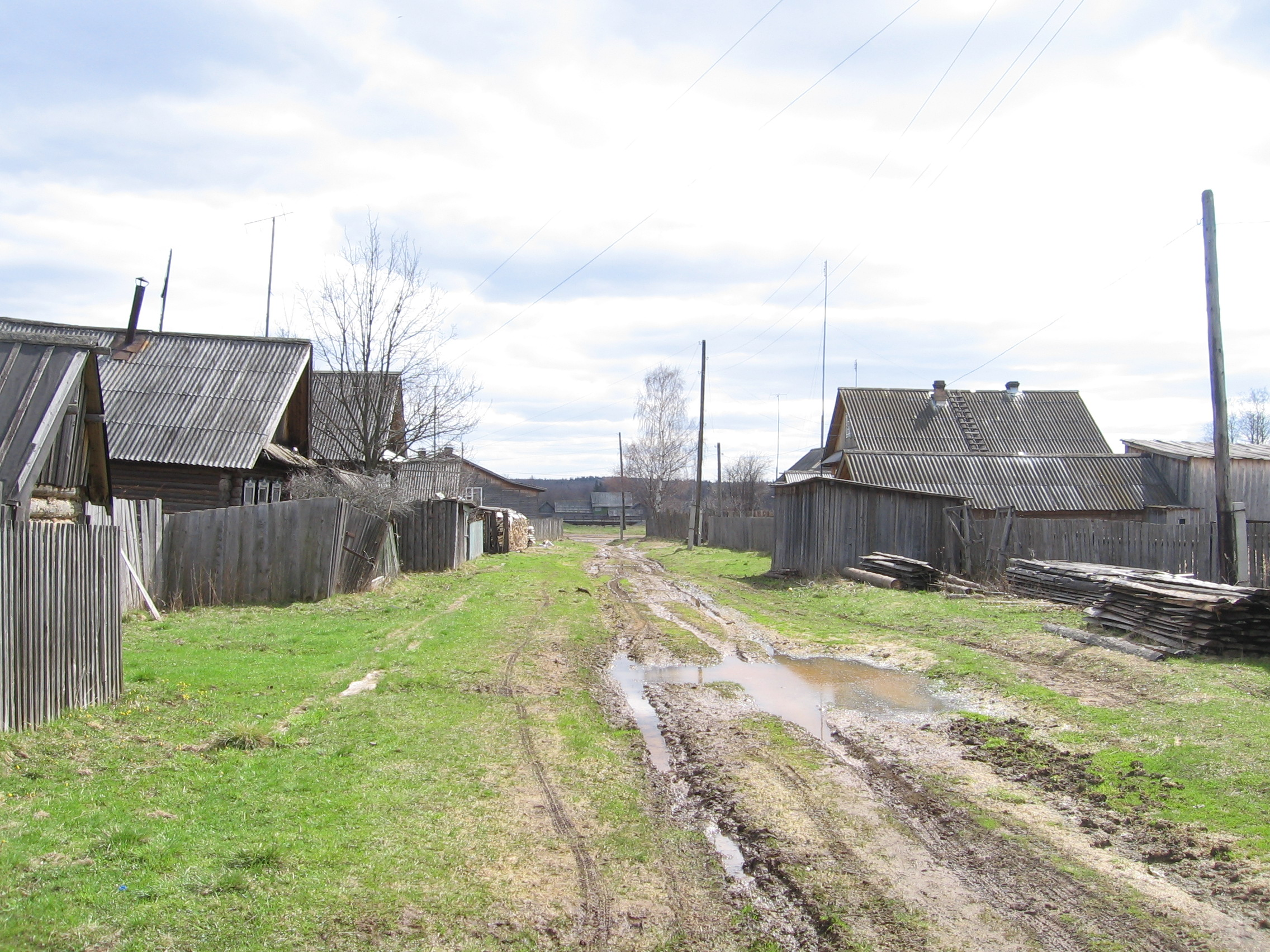

56°46′12″N 51°55′29″E / 56.77000°N 51.92472°E
瓦沃日區（俄语：Вавожский район），是俄羅斯的一個區，位於該國西南部，由烏德穆爾特共和國負責管轄，面積1,679平方公里，2010年人口16,351，人口密度每平方公里9.74人。